# Militia of Montana
Militia of Montana (abgekürzt: MOM) (dt.: Miliz von Montana) ist eine rechtsextreme Neo-Miliz, die in den Vereinigten Staaten als „Mutter aller Milizen“ gilt.

## Geschichte
Die Militia of Montana wurde im Januar/Februar 1994 von den beiden Brüdern John und David Trochmann sowie Davids Sohn Randy in Noxon, Montana gegründet. Alle drei waren bereits vorher Mitglied der Aryan Nations aus Idaho. Der direkte Vorläufer United Citizens of Justice entstand 1992 als direkte Reaktion auf eine illegale Polizeiaktion in Ruby Ridge, bei der Sohn und Frau des Suprematisten Randy Weaver erschossen wurden. Die dortigen Ziele, auf das Schicksal Weavers aufmerksam zu machen, traten jedoch später in den Hintergrund und wichen allgemeineren Zielen, die die Grundlage für die MOM bildeten. Robert Fletcher, ein weiteres Gründungsmitglied, nahm in den Anfangsjahren der MOM großen Einfluss.
Die Organisation wuchs in den 1990ern zu einer der einflussreichsten Milizen heran. Im Gegensatz zu anderen radikalen Milizen verzichtete die MOM auf die Planung von Anschlägen und bot auch kein paramilitärisches Training an. Stattdessen setzte die Miliz auf die Bereitstellung von Informationen und die Unterstützung anderer Gruppen. Dies erfolgt sowohl über Auftritte der Mitglieder im Umfeld von Waffenmessen als auch über einen eigens herausgegebenen Katalog mit Artikeln für Survivalisten, der neben einer Reihe von Anleitungen zum Überlebenskampf in Ton, Bild und Schrift auch Propagandamaterial anbietet. Zudem gibt die Organisation den Newsletter Taking Aim heraus.
Um die Jahrtausendwende und insbesondere durch die befürchtete Katastrophe um das Jahr-2000-Problem hatte die Miliz den meisten Zulauf. Nachdem diese vermeintliche Krise jedoch ohne Probleme überstanden worden war, verlor die Miliz wieder an Bedeutung. Zudem stieg Randy Trochman im März 2000 aus der Organisation aus. Die Miliz ist heute weiterhin aktiv, jedoch nur noch von geringer Bedeutung. Ihre Aktivitäten haben sich vor allem auf das Internet verlagert.

## Ideologie
Die Militia of Montana gilt als „Bindeglied zwischen radikaler und extremer Rechten“. Sie richtet sich sowohl an Patrioten als auch an christliche Fundamentalisten. Wie andere Milizen auch ist die Nation für die MOM die wichtigste Grundlage. Die MOM positioniert sich als Gegner einer Neuen Weltordnung. Dabei setzt die Miliz vor allem auf die Verbreitung von Verschwörungstheorien, insbesondere auch solcher, die Antisemitismus und Rassismus zur Grundlage haben. Die MOM lehnt alle Verfassungszusätze außer der Bill of Rights ab.